# Valcanville
Valcanville és un municipi francès situat al departament de la Manche i a la regió de Normandia. L'any 2007 tenia 367 habitants.

## Demografia

### Població
El 2007 la població de fet de Valcanville era de 367 persones. Hi havia 150 famílies de les quals 40 eren unipersonals (24 homes vivint sols i 16 dones vivint soles), 53 parelles sense fills i 57 parelles amb fills.
La població ha evolucionat segons el següent gràfic:
Habitants censats

### Habitatges
El 2007 hi havia 224 habitatges, 150 eren l'habitatge principal de la família, 67 eren segones residències i 7 estaven desocupats. 214 eren cases i 1 era un apartament. Dels 150 habitatges principals, 126 estaven ocupats pels seus propietaris, 15 estaven llogats i ocupats pels llogaters i 8 estaven cedits a títol gratuït; 2 tenien una cambra, 6 en tenien dues, 11 en tenien tres, 42 en tenien quatre i 88 en tenien cinc o més. 115 habitatges disposaven pel capbaix d'una plaça de pàrquing. A 68 habitatges hi havia un automòbil i a 69 n'hi havia dos o més.

### Piràmide de població
La piràmide de població per edats i sexe el 2009 era:
| Homes | Edats   | Dones |
| ----- | ------- | ----- |
| 0     | 95 o +  | 0     |
| 0     | 90 a 94 | 0     |
| 0     | 85 a 89 | 8     |
| 4     | 80 a 84 | 4     |
| 20    | 75 a 79 | 12    |
| 12    | 70 a 74 | 16    |
| 4     | 65 a 69 | 12    |
| 8     | 60 a 64 | 8     |
| 8     | 55 a 59 | 8     |
| 8     | 50 a 54 | 8     |
| 24    | 45 a 49 | 4     |
| 16    | 40 a 44 | 24    |
| 12    | 35 a 39 | 16    |
| 12    | 30 a 34 | 8     |
| 8     | 25 a 29 | 12    |
| 16    | 20 a 24 | 8     |
| 36    | 15 a 19 | 8     |
| 8     | 10 a 14 | 16    |
| 20    | 5 a 9   | 12    |
| 8     | 0 a 4   | 12    |

## Economia
El 2007 la població en edat de treballar era de 211 persones, 147 eren actives i 64 eren inactives. De les 147 persones actives 136 estaven ocupades (81 homes i 55 dones) i 11 estaven aturades (5 homes i 6 dones). De les 64 persones inactives 21 estaven jubilades, 17 estaven estudiant i 26 estaven classificades com a «altres inactius».

### Ingressos
El 2009 a Valcanville hi havia 157 unitats fiscals que integraven 387 persones, la mediana anual d'ingressos fiscals per persona era de 16.757 €.

### Activitats econòmiques
Dels 11 establiments que hi havia el 2007, 1 era d'una empresa de fabricació d'altres productes industrials, 5 d'empreses de construcció, 2 d'empreses de comerç i reparació d'automòbils, 1 d'una empresa de serveis i 2 d'empreses classificades com a «altres activitats de serveis».
Dels 6 establiments de servei als particulars que hi havia el 2009, 2 eren paletes, 1 guixaire pintor, 1 fusteria, 1 lampisteria i 1 perruqueria.
L'any 2000 a Valcanville hi havia 17 explotacions agrícoles que ocupaven un total de 576 hectàrees.

## Poblacions més properes
El següent diagrama mostra les poblacions més properes.